# Великогаївська сільська територіальна громада
Великогаївська сільська громада — територіальна громада в Україні, у Тернопільському районі Тернопільської області. Адміністративний центр — с. Великі Гаї.
Площа громади — 142,0 км², населення — 11 331 осіб (2020).

## Історія
Утворена 21 липня 2015 року шляхом об'єднання Баворівської, Великогаївської, Грабовецької, Дичківської, Козівської, Скоморохівської, Товстолузької сільських рад Тернопільського району.
У серпні 2016 року у Великих Гаях з'явилася добровільна пожежна команда.
19 липня 2020 року, в результаті адміністративно-територіальної реформи та ліквідації Тернопільського району, село увійшло до складу новоутвореного Тернопільського району.

## Населені пункти
У складі громади 15 сіл:
- Баворів
- Білоскірка
- Великі Гаї
- Грабовець
- Дичків
- Застав'є
- Застінка
- Кип'ячка
- Козівка
- Красівка
- Прошова
- Скоморохи
- Смолянка
- Теофілівка
- Товстолуг